# Поток Хелми
Поток Хелми (англ. Helmi stream) — звёздный поток в галактике Млечный Путь. Первоначально представлял собой карликовую галактику, ныне она поглощена Млечным Путём. Поток открыт в 1999 году. Он состоит из старых звёзд, в которых мало тяжёлых элементов, и обладает массой от 10 до 100 млн масс Солнца. Галактика была поглощена Млечным Путём от 6 до 9 млрд лет назад. Поток назван в честь  Амины Хелми, открывшей этот звёздный поток после того, как было замечено, что данная группа звёзд движется с одной скоростью и в одном направлении. Открытие потока Хелми подтвердило теории о том, что слияние галактик не играло значительной роли в образовании крупномасштабных структур Млечного Пути.

## Внегалактическая планета
Поток Хелми, согласно одному из исследований, содержит первую известную экзопланету внегалактического происхождения, обращающуюся вокруг звезды HIP 13044. Однако последующий анализ данных о лучевых скоростях опроверг открытие экзопланеты.